# Turkish Airlines Flight 981
Turkish Airlines Flight 981 var en international flyvning med et McDonnell Douglas DC-10-10-fly tilhørende Turkish Airlines med i alt 346 ombordværende, der styrtede ned den 3. marts 1974 udenfor Paris i Frankrig. Alle ombordværende omkom. Ulykken var på daværende tidspunkt den flyulykke med det største antal omkomne nogensinde. Antallet af omkomne er den dag i dag det næsthøjeste antal omkomne i en ulykke, der alene involverer et enkelt fly (det højeste er Japan Airlines Flight 123 med 520 omkomne).
Styrtet fandt sted som følge af en række konstruktionsfejl og menneskelige fejl, der kulminerede, da en lastluge sprang op kort efter at flyet var lettet fra Paris-Orly Lufthavn. Den åbne luge medførte et trykfald i lastrummet, der betød, at gulvet i passagerkabinen blev revet op, hvilket medførte skade på flyets kabler til styring af flyet. Ude af stand til at styre det havarerede fly styrtede flyet ned i en skov uden for Paris. Fejlen i lastlugen var en kendt konstruktionsfejl, som flyproducenten og luftfartsselskaberne forsøgte at imødegå ved manuelle procedurer i forbindelse med håndtering af lastlugen. Luftfartsselskabet havde dog ikke fulgt sikkerhedsprocedurerne, ligesom den ansvarlige lastmedarbejder i lufthavnen ikke havde modtaget fornøden instruktion i håndteringen af lugen. Der var tidligere sket en række uheld med lugen, herunder ved American Airlines Flight 96 i 1972.
Undersøgelser viste, at lugen kunne lukkes, uden at låsemekanismen lukkede forsvarligt til. Det kom endvidere frem, at låsemekanismen var blevet filet ned, således at de metalstykker, der skulle holde lugen fast var blevet afkortet. En metalplade, der var krævet monteret for at forebygge fejl var ikke blevet monteret, selv om det i flyets papirer var noteret, at pladen var monteret. Lastmedarbejderen i lufthaven kunne ikke læse instruktionerne på lugen, idet instruktionerne alene var skrevet på tyrkisk og engelsk og medarbejderen talte alene fransk og arabisk. Efter ulykken blev låsesystemet og procedurerne ændret væsentligt.

## Flyet
Flyet var en DC-10 Series 10 bygget i Long Beach i Californien med registreringsnummer N1337U og leaset til Turkish Airlines som TC-JAV den 10. december 1972. Flyet kunne medbringe 345 passagerer.
Flyets rute var påbegyndt i Istanbul og førte efter planen flyet til London med en mellemlanding i Paris. Normalt var flyet halvtomt på flyvningen mellem Paris og London, men på grund af en strejke i British Airways var flyet helt fyldt, bortset fra få pladser på første klasse. Flyets piloter var alle tyrkere.

## Eksterne links
- Wikimedia Commons har flere filer relateret til Turkish Airlines Flight 981
- Havarirapport (engelsk oversættelse af den franske rapport)

49°08.5′N 002°38′Ø / 49.1417°N 2.633°Ø